# مطار وزان
مطار وزان (بالفرنسية: Aérodrome de Ouezzane) هو مطار صغير يقع غرب مدينة وزان في شمال المغرب، ويُعرف برمز الإيكاو GMFA. يُصنف كمطار مدني عام، ويخدم مدينة وزان والمناطق المحيطة بها.

توجد تضاريس مرتفعة إلى الجنوب الشرقي والجنوب الغربي من المطار. يقع جهاز VOR-DME سيدي سليمان (الرمز: SMN) على بُعد 39 ميلًا بحريًا (72.2 كيلومترًا) إلى الجنوب الغربي من المطار.

## أنظر ايضآ
- النقل في المغرب
- قائمة مطارات المغرب